# Бериславский городской совет
Бериславский городской совет (укр. Берисла́вська міська́ ра́да) — входит в состав Бериславского района Херсонской области Украины.
Административный центр городского совета находится в городе Берислав.

## Общие сведения
- 1938 год — дата образования.
- Территория совета: 9,11 км²
- Население совета: 15425 человек (на 2001 год)
- Водоемы на территории, которая подчинённая данному совету: Каховское водохранилище.

## Населённые пункты совета
- г. Берислав
- пос. Шляховое